# 16167 Oertli
16167 Oertli este un asteroid din centura principală de asteroizi.

## Descriere
16167 Oertli este un asteroid din centura principală de asteroizi. A fost descoperit pe 5 ianuarie 2000 la Socorro, New Mexico, în cadrul proiectului LINEAR. Asteroidul prezintă o orbită caracterizată de o semiaxă mare de 2,33 ua, o excentricitate de 0,19 și o înclinație de 3,8° în raport cu ecliptica.